# رایچیخینسک
شهر رایچیخینسک (به روسی: Райчихинск) در کشور روسیه و در اوبلاست آمور واقع شده‌است.